# Listrognathus obnoxius
Listrognathus obnoxius är en stekelart som först beskrevs av Johann Ludwig Christian Gravenhorst 1829.  Listrognathus obnoxius ingår i släktet Listrognathus och familjen brokparasitsteklar. Arten är reproducerande i Sverige. Inga underarter finns listade i Catalogue of Life.